# Futbola Klubs Spartaks Jūrmala 2019
Questa voce raccoglie le informazioni riguardanti il Futbola Klubs Spartaks Jūrmala nelle competizioni ufficiali della stagione 2019.

## Rosa
Aggiornata al 10 ottobre 2019.
| N. |                     | Ruolo | Calciatore          |
| -- | ------------------- | ----- | ------------------- |
| 1  | Lettonia (bandiera) | P     | Jevgēņijs Ņerugals  |
| 2  | Lettonia (bandiera) | D     | Klāvs Kramēns       |
| 3  | Lettonia (bandiera) | D     | Ņikita Bērenfelds   |
| 4  | Lettonia (bandiera) | D     | Vitālijs Smirnovs   |
| 5  | Lettonia (bandiera) | D     | Gints Freimanis     |
| 7  | Lettonia (bandiera) | C     | Edgars Vardanjans   |
| 8  | Serbia (bandiera)   | A     | Nemanja Belaković   |
| 9  | Canada (bandiera)   | A     | Richie Ennin        |
| 10 | Senegal (bandiera)  | C     | Aly Barry           |
| 11 | Lettonia (bandiera) | A     | Aivars Emsis        |
| 13 | Nigeria (bandiera)  | D     | Lucky Opara         |
| 14 | Lettonia (bandiera) | D     | Deniss Stradiņš     |
| 16 | Nigeria (bandiera)  | A     | Kingsley Eleje      |
| 18 | Lettonia (bandiera) | P     | Vitālijs Meļņičenko |

| N. |                           | Ruolo | Calciatore          |
| -- | ------------------------- | ----- | ------------------- |
| 19 | Lettonia (bandiera)       | A     | Ričards Korzāns     |
| 20 | Nigeria (bandiera)        | C     | Chikezie Nwaorisa   |
| 22 | Lettonia (bandiera)       | A     | Edgars Gauračs      |
| 23 | Senegal (bandiera)        | D     | Ousmane Seye        |
| 26 | Nigeria (bandiera)        | A     | Stanley Otu         |
| 27 | Lettonia (bandiera)       | C     | Verners Zalaks      |
| 29 | Lettonia (bandiera)       | C     | Raivis Skrebels     |
| 30 | Lettonia (bandiera)       | D     | Jānis Krautmanis    |
| 31 | Nigeria (bandiera)        | D     | Chidiebere Agita    |
| 32 | Lettonia (bandiera)       | D     | Igors Tarasovs      |
| 44 | Nigeria (bandiera)        | C     | Saminu Abdullahi    |
| 55 | Nigeria (bandiera)        | C     | Aliyu Adam          |
|    | Russia (bandiera)         | C     | Sergey Eremenko     |
|    | Rep. del Congo (bandiera) | A     | Gabriel Charpentier |